# 160er v. Chr.
Portal Geschichte | Portal Biografien | Aktuelle Ereignisse | Jahreskalender | Tagesartikel

◄ |
1. Jahrtausend v. Chr. |

◄ |
3. Jh. v. Chr. |
2. Jahrhundert v. Chr. |
1. Jh. v. Chr. |
►

◄ | 190er v. Chr. | 180er v. Chr. | 170er v. Chr. | 160er v. Chr. |
150er v. Chr. |
140er v. Chr. |
130er v. Chr. |
►

169 v. Chr. |
168 v. Chr. |
167 v. Chr. |
166 v. Chr. |
165 v. Chr. |
164 v. Chr. |
163 v. Chr. |
162 v. Chr. |
161 v. Chr. |
160 v. Chr.

## Ereignisse
- 22. Juni 168 v. Chr.: Dem römischen Heer unter Aemilius Paullus gelingt es nach dreijähriger Kriegführung, die makedonischen Streitkräfte bei Pydna in Griechenland zu besiegen und damit das Diadochenreich der Antigoniden zu vernichten.
- 165 v. Chr.: Aufstand der Makkabäer gegen das Reich der Seleukiden. Der Aufstand war erfolgreich und führte zur Gründung des jüdischen Königreichs der Hasmonäer.

## Kultur
- 164 v. Chr.: Wiedereinweihung des Jerusalemer Tempels, Stiftung des Chanukka-Festes.